# 산청군·합천군 (1963년 선거구)
산청군·합천군은 대한민국의 옛 국회의원 선거구이다. 당시 경상남도 산청군, 합천군 지역을 관할했다.

## 역사
제6대 국회의원 선거를 앞두고 산청군 선거구, 합천군 갑 선거구, 합천군 을 선거구가 통합되면서 신설되었다.
제8대 국회의원 선거를 앞두고 산청군 선거구, 합천군 선거구로 분리되면서 폐지되었다.

## 역대 국회의원
| 선거   | 정당 | 정당       | 의원   |
| ------ | ---- | ---------- | ------ |
| 1963년 |      | 민주공화당 | 변종봉 |
| 1967년 |      | 민주공화당 | 김삼상 |

## 역대 선거 결과

### 대한민국 제6대 국회의원 선거
|  | 38.08% |

|  | 26.26% |

|  | 16.14% |

|  | 12.13% |

|  | 4.81% |

|  | 2.56% |

### 대한민국 제7대 국회의원 선거
|  | 39.98% |

|  | 31.05% |

|  | 17.29% |

|  | 6.23% |

|  | 2.22% |

|  | 1.65% |

|  | 0.93% |

|  | 0.61% |

|  | 0% |